# Приворотень прибалтійський
При́воротень прибалті́йський (Alchemilla baltica) — трав'яниста рослина родини трояндових, поширена в Європі й Сибіру.

## Опис
Прикореневі листки округло-ниркоподібні, округлі, 9-лопатеві. Лопаті досить короткі, закруглені, зрідка подовжені, з 6–9 зубчиками з кожного боку. Прикореневі листки зверху голі або тільки на складкам волосисті, знизу на крайових лопатях і головних жилах притиснуто-волосисті, між ними голі. Черешки прикореневого листя і стебла в нижній половині густо притиснуто-волосисті. Квітки в нещільні клубочках, у всіх частинах голі

## Поширення
Поширений у Європі та Сибіру.